# Pterocarpus
Genre
Pterocarpus est un genre de plantes à fleurs de la famille des Fabacées. Ce sont des arbres tropicaux dont le bois de plusieurs espèces est connu sous le nom de padauk ou padouk. Par ailleurs, le bois issu de broussins du Pterocarpus indicus est commercialisé sous le nom d'amboyne ou amboine (loupe d'amboine), d'après l'île où il a été découvert, Amboine.

## Historique et dénomination
Le genre Pterocarpus a été décrit par le botaniste Nicolaus von Jacquin. Son nom, latinisé mais issu du grec ancien πτέρυξ (aile) et καρπός (fruit), signifie « fruit ailé », par référence à la forme de ses fruits.

## Description

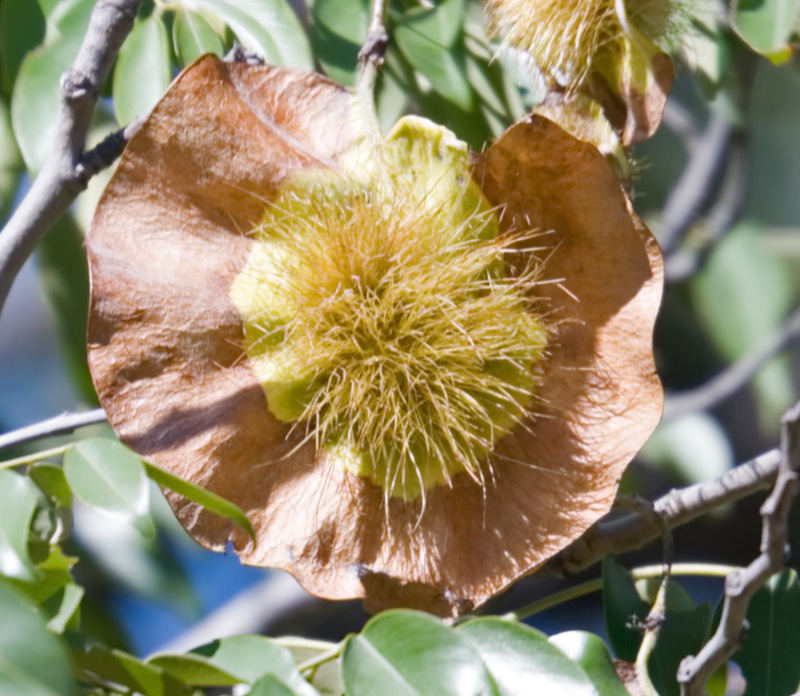
Pterocarpus angolensis, graine.
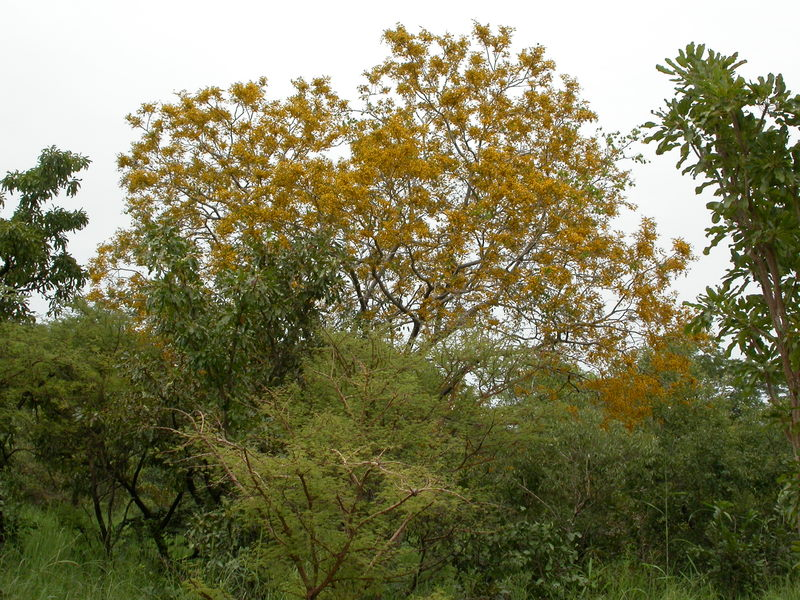
Pterocarpus erinaceus
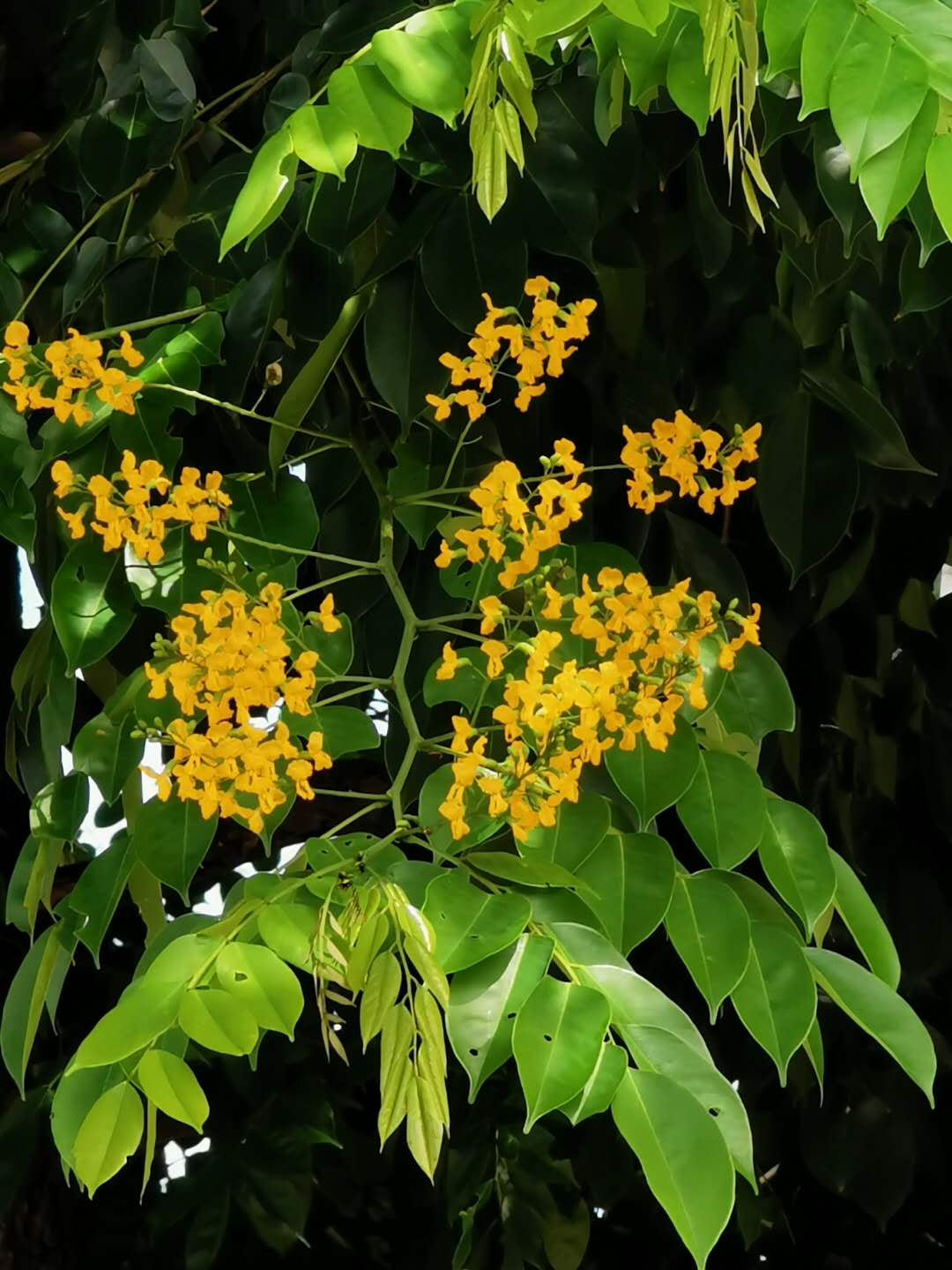
Pterocarpus indicus, feuilles et fleurs.
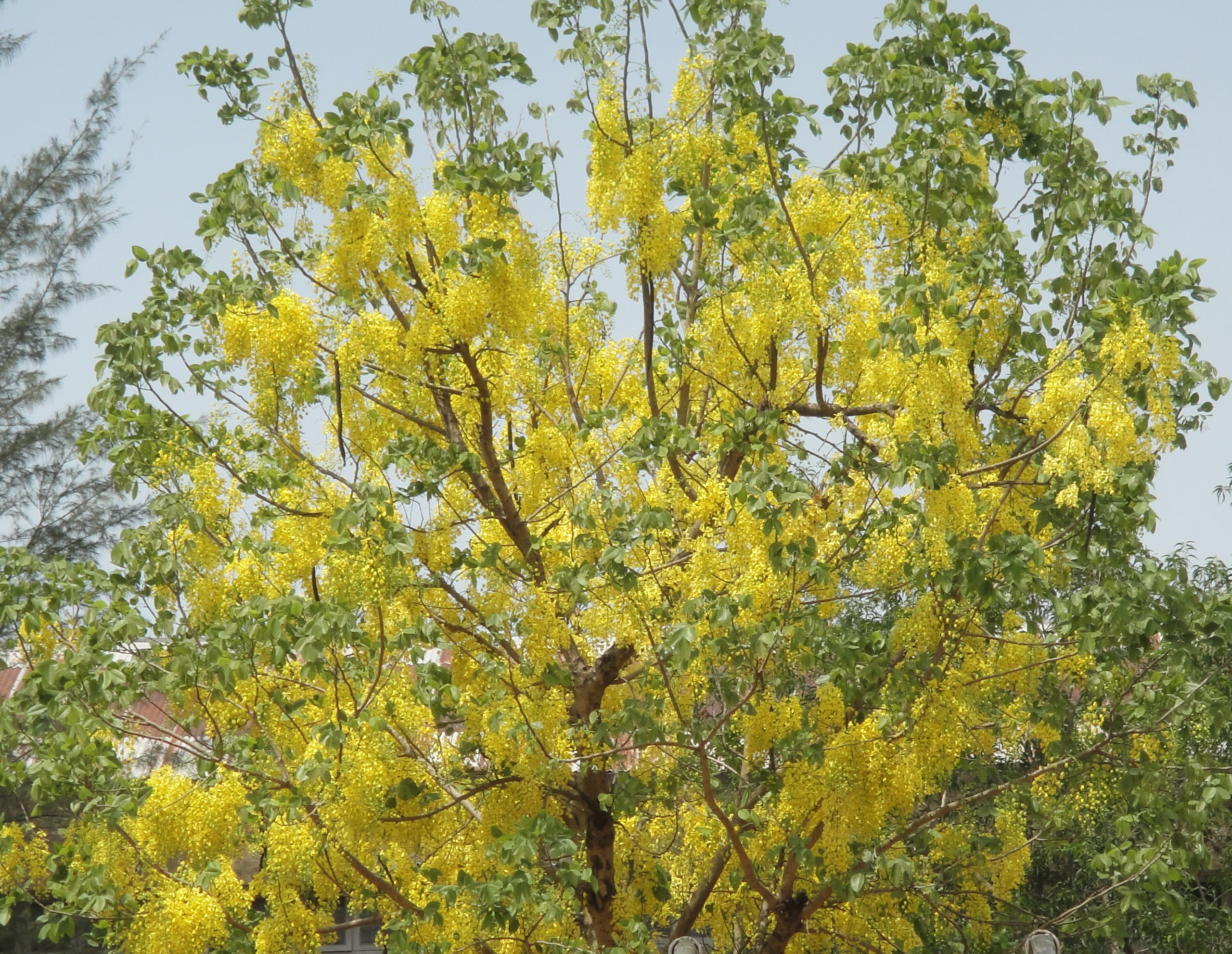
Pterocarpus macrocarpus.
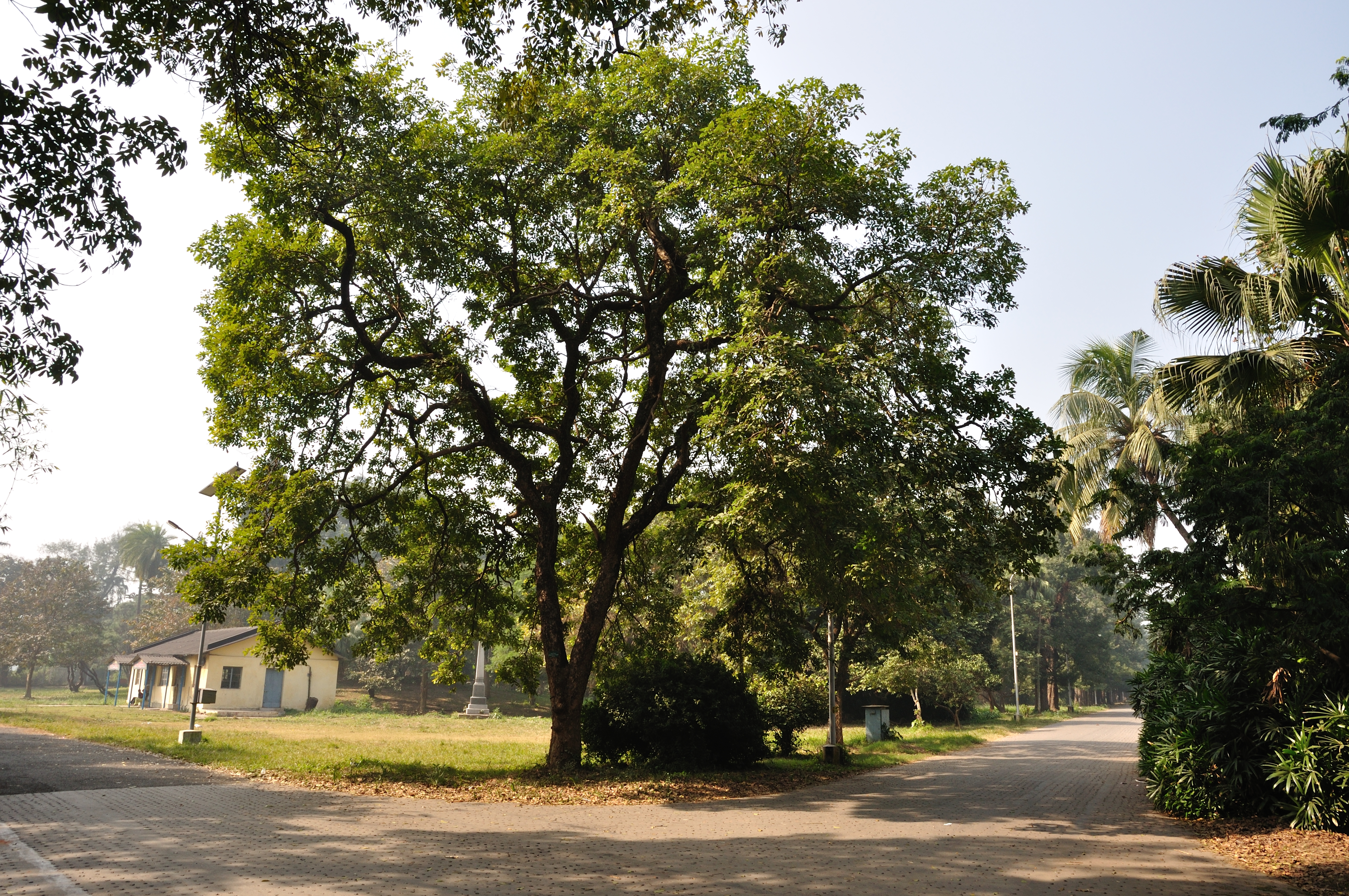
Pterocarpus marsupium.
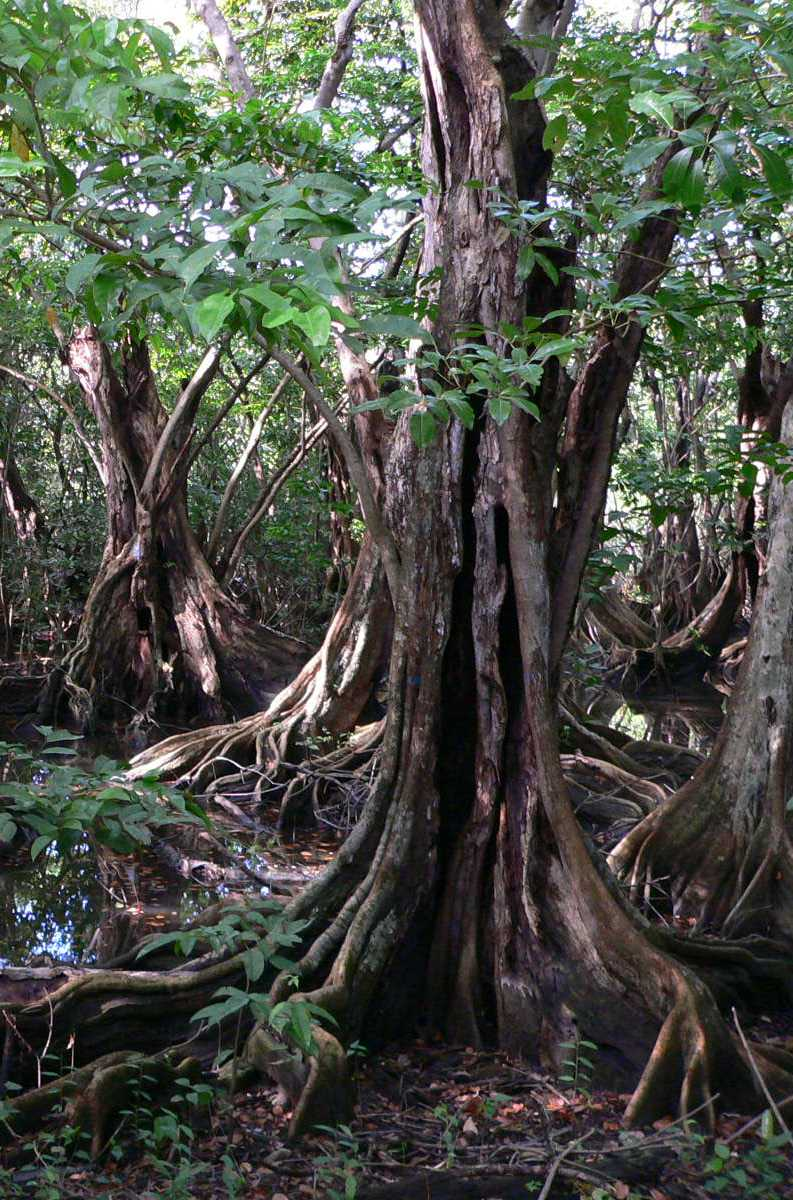
Pterocarpus officinalis, tronc.
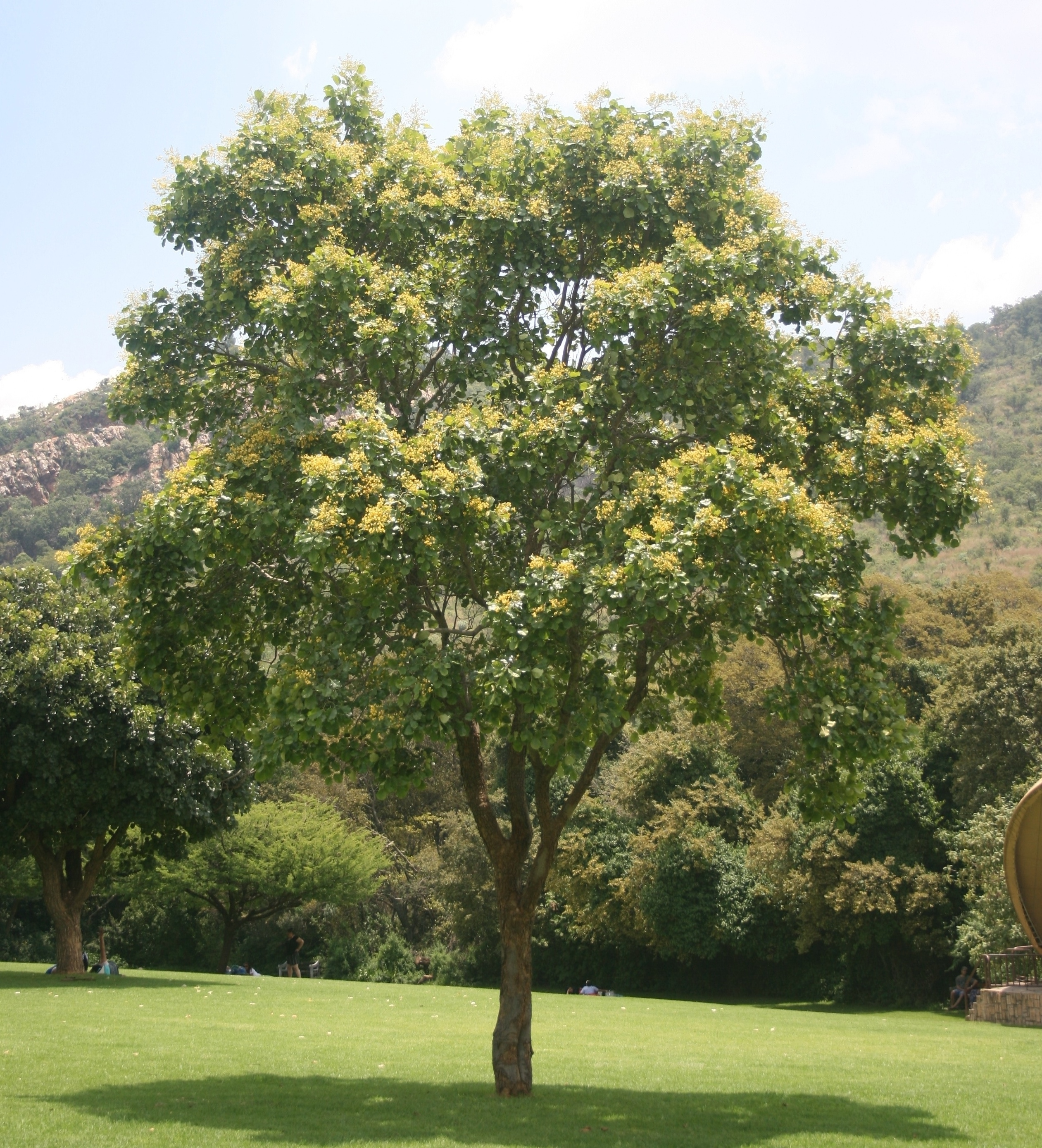
Pterocarpus rotundifolius.

## Liste d'espèces
Liste des espèces selon GBIF (24 novembre 2024) :
- Amphymenium cordatum Klotzsch
- Amphymenium latifolium Klotzsch
- Amphymenium laxum Klotzsch
- Amphymenium nitidum Klotzsch
- Amphymenium reticulatum Klotzsch
- Amphymenium tenuifolium Klotzsch
- Pterocarpus acapulcensis Rose
- Pterocarpus acerifolius Willd.
- Pterocarpus albopubescens Hauman
- Pterocarpus amazonum (Mart. ex Benth.) Amshoff
- Pterocarpus amphymenium DC.
- Pterocarpus angolensis DC.
- Pterocarpus antunesii Harms
- Pterocarpus belizensis Standl.
- Pterocarpus brenanii Barbosa & Torre
- Pterocarpus casteelsii De Wild.
- Pterocarpus caucasicus Jensch. ex Trautv.
- Pterocarpus claessensii De Wild.
- Pterocarpus claessensii DeWild.
- Pterocarpus corylifolia Royle
- Pterocarpus dalbergiocarpoides Prasad & Awasthi, 1996
- Pterocarpus dalbergiodes Kuntze, 1891
- Pterocarpus dalbergioides Roxb.
- Pterocarpus dalbergioides Roxb. ex DC.
- Pterocarpus dubius (Kunth) Spreng.
- Pterocarpus erinaceus Poir.
- Pterocarpus floribundus Wall.
- Pterocarpus gilletii De Wild.
- Pterocarpus hockii De Wild.
- Pterocarpus hockii DeWild.
- Pterocarpus homblei De Wild.
- Pterocarpus homblei DeWild.
- Pterocarpus hypostictus Miq.
- Pterocarpus indicus Willd.
- Pterocarpus lucens Lepr. ex Guill. & Perr.
- Pterocarpus macrocarpus Kurz
- Pterocarpus marsupium Roxb.
- Pterocarpus megalocarpus Harms
- Pterocarpus michelianus N.Zamora
- Pterocarpus mildbraedii Harms
- Pterocarpus monophyllus Klitg., L.P.Queiroz & G.P.Lewis
- Pterocarpus mutondo De Wild.
- Pterocarpus mutondo DeWild.
- Pterocarpus nitens Tul. ex Benth.
- Pterocarpus oblongus Pierre
- Pterocarpus officinalis Jacq.
- Pterocarpus orbiculatus DC.
- Pterocarpus osun Craib
- Pterocarpus paniculatus Spreng.
- Pterocarpus rohrii Vahl
- Pterocarpus rotundifolius (Sond.) Druce
- Pterocarpus roxburghii G.Don
- Pterocarpus salignus Aresch.
- Pterocarpus santalinoides L'Hér. ex DC.
- Pterocarpus santalinus L.f.
- Pterocarpus scandens (Willd.) Poir.
- Pterocarpus soyauxii Taub.
- Pterocarpus steinbachianus Harms
- Pterocarpus ternatus Rizzini
- Pterocarpus tessmannii Harms
- Pterocarpus tinctorius Welw.
- Pterocarpus valentini Speg.
- Pterocarpus velutinus De Wild.
- Pterocarpus velutinus DeWild.
- Pterocarpus vidalianus Rolfe
- Pterocarpus villosus (Mart. ex Benth.) Mart. ex Benth.
- Pterocarpus zehntneri Harms
- Pterocarpus zenkeri Harms
- Pterocarpus zollingeri Kuntze, 1891

## Systématique
Le nom scientifique complet (avec auteur) de ce taxon est Pterocarpus Jacq..
Ce taxon porte en français le nom vernaculaire ou normalisé suivant : Ptérocarpe.
Pterocarpus a pour synonymes :
- Acovrea
- Amphymenium Kunth
- Ancylocalyx Tul.
- Echinodiscus Benth.
- Etaballia Benth.
- Griselinia Scop.
- Lingoum Adans.
- Malaparius Rumph. ex Bosc
- Moutouchi Aubl.
- Nephraea Hassk.
- Nephrea Noronha
- Phellocarpus Benth.
- Pterocarpos St.-Lag.
- Pterocarpus L.
- Weinreichia Rchb.